# Чемпионат России по лёгкой атлетике
Чемпионат России по лёгкой атлетике — соревнование, проводящееся Всероссийской федерацией лёгкой атлетики (ВФЛА) и Министерством спорта Российской Федерации.

## Чемпионаты Российской империи
Первый чемпионат Российской империи по лёгкой атлетике состоялся в 1908 году в Санкт-Петербурге. До 1917 прошло 9 чемпионатов, последний в 1916 году.

### Чемпионаты
| № | Год  | Город           | Дата          | Место                                       |
| - | ---- | --------------- | ------------- | ------------------------------------------- |
| 1 | 1908 | Санкт-Петербург | 14—15 июня    | Крестовский остров (Петровский проспект, 7) |
| 2 | 1909 | Санкт-Петербург | 20—21 июня    |                                             |
| 3 | 1910 | Рига            | 26—27 июня    |                                             |
| 4 | 1911 | Санкт-Петербург | 9—10 июля     |                                             |
| 5 | 1912 | Москва          | 8 сентября    |                                             |
| 6 | 1913 | Санкт-Петербург | 20—22 июля    |                                             |
| 7 | 1914 | Рига            | 6—11 июля     | Рижский ипподром                            |
| 8 | 1915 | Москва          | 15—16 августа | Площадка ОЛЛС                               |
| 9 | 1916 | Петроград       | 27—29 августа |                                             |

## Чемпионаты РСФСР
Чемпионаты РСФСР часто совмещались с Чемпионатами СССР.
Первый чемпионат страны (РСФСР) по лёгкой атлетике состоялся в 1922 году в Москве на стадионе ОЛЛС. В нём участвовало 200 спортсменов из 16 городов и районов страны. Второй — там же в 1927 (уже ОППВ).

## Чемпионаты Российской Федерации
Чемпионат России по лёгкой атлетике проводится один раз в год летом на открытом стадионе кругом в 400 метров в городе, утвержденном Президиумом «Всероссийской федерации лёгкой атлетики». Соревнования являются отбором в сборную страны на Чемпионаты Мира, Европы, Олимпийские игры и другие международные соревнования.                                                           

### Чемпионаты
| №  | Год  | Город           | Дата                          | Стадион                | Сайт |
| -- | ---- | --------------- | ----------------------------- | ---------------------- | ---- |
| 1  | 1992 | Москва          | 18—21 июля                    | «Локомотив»            |      |
| 2  | 1993 | Москва          | 18—20 июня                    | «Локомотив»            |      |
| 3  | 1994 | Санкт-Петербург | 14—16 июля                    | «Петровский»           |      |
| 4  | 1995 | Москва          | 16—18 июня                    | «Локомотив»            |      |
| 5  | 1996 | Санкт-Петербург | 1—5 июля                      | «Петровский»           |      |
| 6  | 1997 | Тула            | 7—10 июля                     | «Арсенал»              |      |
| 7  | 1998 | Москва          | 31 июля—3 августа             | ССЯ СК «Лужники»       |      |
| 8  | 1999 | Тула            | 29 июля—1 августа             | «Арсенал»              |      |
| 9  | 2000 | Тула            | 22—26 июля                    | «Арсенал»              |      |
| 10 | 2001 | Тула            | 12—15 июля                    | «Арсенал»              |      |
| 11 | 2002 | Чебоксары       | 11—14 июля                    | «Олимпийский»          |      |
| 12 | 2003 | Тула            | 7—10 августа                  | «Арсенал»              |      |
| 13 | 2004 | Тула            | 24—25 июля, 29 июля—1 августа | «Арсенал»              |      |
| 14 | 2005 | Тула            | 10—13 июля                    | «Арсенал»              |      |
| 15 | 2006 | Тула            | 11—15 июня                    | «Арсенал»              |      |
| 16 | 2007 | Тула            | 31 июля—3 августа             | «Арсенал»              |      |
| 17 | 2008 | Казань          | 17—20 июля                    | Центральный            |      |
| 18 | 2009 | Чебоксары       | 23—26 июля                    | «Олимпийский»          | Сайт |
| 19 | 2010 | Саранск         | 12—15 июля                    | «Старт»                | Сайт |
| 20 | 2011 | Чебоксары       | 21—24 июля                    | «Олимпийский»          | Сайт |
| 21 | 2012 | Чебоксары       | 3—6 июля                      | «Олимпийский»          | Сайт |
| 22 | 2013 | Москва          | 22—25 июля                    | «Лужники»              | Сайт |
| 23 | 2014 | Казань          | 23—26 июля                    | Центральный            | Сайт |
| 24 | 2015 | Чебоксары       | 3—5 августа                   | «Олимпийский»          |      |
| 25 | 2016 | Чебоксары       | 20—23 июня                    | «Олимпийский»          |      |
| 26 | 2017 | Жуковский       | 28—30 июля                    | «Метеор»               |      |
| 27 | 2018 | Казань          | 19—22 июля                    | Центральный            |      |
| 28 | 2019 | Чебоксары       | 24—27 июля                    | «Олимпийский»          |      |
| 29 | 2020 | Челябинск       | 8—11 сентября                 | «ЛК имени Е. Елесиной» |      |
| 30 | 2021 | Чебоксары       | 23—27 июня                    | «Олимпийский»          |      |
| 31 | 2022 | Чебоксары       | 2—5 августа                   | «Олимпийский»          |      |
| 32 | 2023 | Челябинск       | 3—6 августа                   | «ЛК имени Е. Елесиной» |      |
| 33 | 2024 | Екатеринбург    | 15—18 августа                 | «Калининец»            |      |
| 34 | 2025 | Казань          | 7—10 августа                  | ?                      |      |

## Чемпионат России по лёгкой атлетике в помещении
Чемпионат России по лёгкой атлетике в помещении проводится один раз в год зимой на закрытом стадионе (манеже) кругом в 200 метров в городе, утвержденном Президиумом «Всероссийской федерации лёгкой атлетики». Соревнования являются отбором в сборную страны на Чемпионаты Мира в помещении, Европы и другие международные соревнования.

### Чемпионаты
| №  | Год  | Город     | Дата          | Арена          | Сайт |
| -- | ---- | --------- | ------------- | -------------- | ---- |
| 1  | 1992 | Волгоград | 18—20 января  | Манеж ВГАФК    |      |
| 2  | 1993 | Москва    | 27—28 февраля | Манеж ЦСКА     |      |
| 3  | 1994 | Липецк    | 26—27 февраля | ДС «Юбилейный» |      |
| 4  | 1995 | Волгоград | 24—26 февраля | Манеж ВГАФК    |      |
| 5  | 1996 | Москва    | 23—25 февраля | Манеж ЦСКА     |      |
| 6  | 1997 | Волгоград | 21—23 февраля | Манеж ВГАФК    |      |
| 7  | 1998 | Москва    | 13—15 февраля | Манеж ЦСКА     |      |
| 8  | 1999 | Москва    | 18—19 февраля | Манеж ЦСКА     |      |
| 9  | 2000 | Волгоград | 4—6 февраля   | Манеж ВГАФК    |      |
| 10 | 2001 | Москва    | 16—18 февраля | Манеж ЦСКА     |      |
| 11 | 2002 | Волгоград | 12—14 февраля | Манеж ВГАФК    |      |
| 12 | 2003 | Москва    | 25—27 февраля | Манеж ЦСКА     |      |
| 13 | 2004 | Москва    | 17—19 февраля | Манеж ЦСКА     |      |
| 14 | 2005 | Волгоград | 10—12 февраля | Манеж ВГАФК    |      |
| 15 | 2006 | Москва    | 16—18 февраля | Манеж ЦСКА     |      |
| 16 | 2007 | Волгоград | 9—11 февраля  | Манеж ВГАФК    |      |
| 17 | 2008 | Москва    | 8—10 февраля  | Манеж ЦСКА     |      |
| 18 | 2009 | Москва    | 13—15 февраля | Манеж ЦСКА     |      |
| 19 | 2010 | Москва    | 26—28 февраля | Манеж ЦСКА     |      |
| 20 | 2011 | Москва    | 16—18 февраля | Манеж ЦСКА     |      |
| 21 | 2012 | Москва    | 22—24 февраля | Манеж ЦСКА     |      |
| 22 | 2013 | Москва    | 12—14 февраля | Манеж ЦСКА     |      |
| 23 | 2014 | Москва    | 17—19 февраля | Манеж ЦСКА     |      |
| 24 | 2015 | Москва    | 17—19 февраля | Манеж ЦСКА     |      |
| 25 | 2016 | Москва    | 23—25 февраля | Манеж ЦСКА     |      |
| 26 | 2017 | Москва    | 19—21 февраля | Манеж ЦСКА     |      |
| 27 | 2018 | Москва    | 12—14 февраля | Манеж ЦСКА     |      |
| 28 | 2019 | Москва    | 13—15 февраля | Манеж ЦСКА     |      |
| 29 | 2020 | Москва    | 25—27 февраля | Манеж ЦСКА     |      |
| 30 | 2021 | Москва    | 15—17 февраля | Манеж ЦСКА     |      |
| 31 | 2022 | Москва    | 25—27 февраля | Манеж ЦСКА     |      |
| 32 | 2023 | Москва    | 3—5 марта     | Манеж ЦСКА     |      |

## Рекорды чемпионатов России на открытом воздухе
Следующие результаты являются лучшими в истории летних чемпионатов России.

### Мужчины
| Дисциплина             | Рекорд | Спортсмен                                                                          | Год  | Место                                 |
| ---------------------- | --- | ---------------------------------------------------------------------------------- | ---- | ------------------------------------- |
| 100 м                  | 10,12 (+0,6 м/с) | Александр Порхомовский                                                             | 1994 | Санкт-Петербург, стадион «Петровский» |
| 200 м                  | 20,51 (+1,7 м/с) | Олег Сергеев                                                                       | 2004 | Тула, стадион «Арсенал»               |
| 400 м                  | 44,83 | Антон Галкин                                                                       | 2004 | Тула, стадион «Арсенал»               |
| 800 м                  | 1.44,72 | Юрий Борзаковский                                                                  | 2004 | Тула, стадион «Арсенал»               |
| 1500 м                 | 3.35,85 | Владимир Никитин                                                                   | 2018 | Казань, стадион «Центральный»         |
| 5000 м                 | 13.15,50 | Владимир Никитин                                                                   | 2022 | Чебоксары, стадион «Олимпийский»      |
| 10 000 м               | 27.53,12 | Сергей Иванов                                                                      | 2008 | Казань, стадион «Центральный»         |
| Марафон                | 2:11.26 | Фёдор Шутов                                                                        | 2016 | Волгоград                             |
| 3000 м с препятствиями | 8.19,19 | Максим Якушев                                                                      | 2017 | Жуковский, стадион «Метеор»           |
| 110 м с барьерами      | 13,19 (−0,1 м/с) | Сергей Шубенков                                                                    | 2013 | Москва, стадион «Лужники»             |
| 400 м с барьерами      | 48,54 | Борис Горбань                                                                      | 2001 | Тула, стадион «Арсенал»               |
| Прыжок в высоту        | 2,39 м | Иван Ухов                                                                          | 2012 | Чебоксары, стадион «Олимпийский»      |
| Прыжок с шестом        | 6,01 м | Игорь Транденков                                                                   | 1996 | Санкт-Петербург, стадион «Петровский» |
| Прыжок в длину         | 8,34 м (+1,4 м/с) | Андрей Игнатов                                                                     | 1995 | Москва, стадион «Локомотив»           |
| Тройной прыжок         | 17,68 м (+0,4 м/с) | Данил Буркеня                                                                      | 2004 | Тула, стадион «Арсенал»               |
| Толкание ядра          | 21,58 м | Александр Лесной                                                                   | 2018 | Казань, стадион «Центральный»         |
| Метание диска          | 65,93 м | Богдан Пищальников                                                                 | 2010 | Саранск, стадион «Старт»              |
| Метание молота         | 82,28 м | Илья Коновалов                                                                     | 2003 | Тула, стадион «Арсенал»               |
| Метание копья          | 90,33 м | Сергей Макаров                                                                     | 2005 | Тула, стадион «Арсенал»               |
| Десятиборье            | 8601 очко | Илья Шкуренёв                                                                      | 2017 | Смоленск, стадион СГАФКСТ             |
| Десятиборье            | 10,89 (100 м), 7,58 м (прыжок в длину), 14,15 м (толкание ядра), 2,12 м (прыжок в высоту), 49,00 (400 м)/ 13,95 (110 м с барьерами), 44,91 м (метание диска), 5,30 м (прыжок с шестом), 60,29 м (метание копья), 4.28,35 (1500 м) |                                                                                    |      |                                       |
| Ходьба на 20 км        | 1:16.43 | Сергей Морозов                                                                     | 2008 | Саранск                               |
| Ходьба на 50 км        | 3:35.29 | Денис Нижегородов                                                                  | 2004 | Чебоксары                             |
| Эстафета 4×100 м       | 39,55 | Санкт-Петербург Вячеслав Шевелёв Константин Петряшов Александр Хютте Артур Рейсбих | 2013 | Москва, стадион «Лужники»             |
| Эстафета 4×400 м       | 3.04,72 | Санкт-Петербург Максим Рафилович Андрей Руденко Андрей Кухаренко Михаил Филатов    | 2017 | Жуковский, стадион «Метеор»           |

### Женщины
| Дисциплина             | Рекорд | Спортсмен                                                                               | Год  | Место                            |
| ---------------------- | --- | --------------------------------------------------------------------------------------- | ---- | -------------------------------- |
| 100 м                  | 10,89 (+1,9 м/с) | Ирина Привалова                                                                         | 1992 | Москва, стадион «Локомотив»      |
| 200 м                  | 22,05 (+1,7 м/с) | Ирина Привалова                                                                         | 1992 | Москва, стадион «Локомотив»      |
| 400 м                  | 49,16 | Антонина Кривошапка                                                                     | 2012 | Чебоксары, стадион «Олимпийский» |
| 800 м                  | 1.56,00 | Татьяна Андрианова                                                                      | 2008 | Казань, стадион «Центральный»    |
| 1500 м                 | 3.58,68 | Юлия Чиженко                                                                            | 2005 | Тула, стадион «Арсенал»          |
| 5000 м                 | 14.23,75 | Лилия Шобухова                                                                          | 2008 | Казань, стадион «Центральный»    |
| 10 000 м               | 30.29,36 | Лилия Шобухова                                                                          | 2009 | Чебоксары, стадион «Олимпийский» |
| Марафон                | 2:28.34 | Татьяна Архипова                                                                        | 2016 | Волгоград                        |
| 3000 м с препятствиями | 9.08,21 | Гульнара Галкина-Самитова                                                               | 2008 | Казань, стадион «Центральный»    |
| 100 м с барьерами      | 12,47 (+1,1 м/с) | Марина Азябина                                                                          | 1993 | Москва, стадион «Локомотив»      |
| 400 м с барьерами      | 52,34 | Юлия Печёнкина                                                                          | 2003 | Тула, стадион «Арсенал»          |
| Прыжок в высоту        | 2,07 м | Анна Чичерова                                                                           | 2011 | Чебоксары, стадион «Олимпийский» |
| Прыжок с шестом        | 4,90 м | Елена Исинбаева                                                                         | 2016 | Чебоксары, стадион «Олимпийский» |
| Прыжок в длину         | 7,33 м (+0,4 м/с) | Татьяна Лебедева                                                                        | 2004 | Тула, стадион «Арсенал»          |
| Тройной прыжок         | 15,14 м (+1,9 м/с) | Надежда Алёхина                                                                         | 2009 | Чебоксары, стадион «Олимпийский» |
| Толкание ядра          | 20,79 м | Лариса Пелешенко                                                                        | 2001 | Тула, стадион «Арсенал»          |
| Толкание ядра          | 20,79 м | Ирина Коржаненко                                                                        | 2004 | Тула, стадион «Арсенал»          |
| Метание диска          | 67,58 м | Наталья Садова                                                                          | 2004 | Тула, стадион «Арсенал»          |
| Метание молота         | 78,51 м | Татьяна Лысенко                                                                         | 2012 | Чебоксары, стадион «Олимпийский» |
| Метание копья          | 66,00 м | Татьяна Шиколенко                                                                       | 2003 | Тула, стадион «Арсенал»          |
| Семиборье              | 6765 очков | Елена Прохорова                                                                         | 2000 | Тула, стадион «Арсенал»          |
| Семиборье              | 13,54 (100 м с барьерами), 1,82 м (прыжок в высоту), 14,30 м (толкание ядра), 23,37 (200 м)/ 6,72 м (прыжок в длину), 43,40 м (метание копья), 2.04,27 (800 м) |                                                                                         |      |                                  |
| Ходьба на 20 км        | 1:23.39 | Елена Лашманова                                                                         | 2018 | Чебоксары                        |
| Ходьба на 50 км        | 3:57.08 | Клавдия Афанасьева                                                                      | 2019 | Чебоксары                        |
| Эстафета 4×100 м       | 43,30 | Москва Марина Пантелеева Наталья Русакова Елизавета Савлинис Кристина Сивкова           | 2014 | Казань, стадион «Центральный»    |
| Эстафета 4×400 м       | 3.25,18 | Свердловская область Ольга Котлярова Татьяна Вешкурова Юлия Мулюкова Светлана Поспелова | 2006 | Тула, стадион «Арсенал»          |

## Рекорды чемпионатов России в помещении
Упразднённые дисциплины
Следующие результаты являются лучшими в истории зимних чемпионатов России.

### Мужчины
| Дисциплина             | Рекорд | Спортсмен                                                                                | Год  | Место                                  |
| ---------------------- | --- | ---------------------------------------------------------------------------------------- | ---- | -------------------------------------- |
| 60 м                   | 6,52 | Андрей Григорьев                                                                         | 1995 | Волгоград, манеж ВГАФК                 |
| 200 м                  | 20,81 | Роман Смирнов                                                                            | 2010 | Москва, манеж «ЦСКА»                   |
| 400 м                  | 46,21 | Дмитрий Буряк                                                                            | 2010 | Москва, манеж «ЦСКА»                   |
| 800 м                  | 1.46,24 | Дмитрий Богданов                                                                         | 2008 | Москва, манеж «ЦСКА»                   |
| 1500 м                 | 3.39,27 | Валентин Смирнов                                                                         | 2018 | Москва, манеж «ЦСКА»                   |
| 3000 м                 | 7.47,01 | Валентин Смирнов                                                                         | 2013 | Москва, манеж «ЦСКА»                   |
| 5000 м                 | 13.31,85 | Амос Кибиток ( Кения)                                                                    | 2015 | Москва, манеж «ЦСКА»                   |
| 5000 м                 | 13.44,21 | Анатолий Рыбаков                                                                         | 2014 | Москва, манеж «ЦСКА»                   |
| 2000 м с препятствиями | 5.25,33 | Александр Павельев                                                                       | 2012 | Москва, манеж «ЦСКА»                   |
| 3000 м с препятствиями | 8.22,29 | Роман Усов                                                                               | 2003 | Москва, манеж «ЦСКА»                   |
| 60 м с барьерами       | 7,50 | Сергей Шубенков                                                                          | 2013 | Москва, манеж «ЦСКА»                   |
| Прыжок в высоту        | 2,38 м | Ярослав Рыбаков                                                                          | 2008 | Москва, манеж «ЦСКА»                   |
| Прыжок с шестом        | 5,85 м | Тимур Моргунов                                                                           | 2018 | Москва, манеж «ЦСКА»                   |
| Прыжок в длину         | 8,23 м | Александр Меньков                                                                        | 2018 | Москва, манеж «ЦСКА»                   |
| Тройной прыжок         | 17,47 м | Денис Капустин                                                                           | 1994 | Липецк, ДС «Юбилейный»                 |
| Толкание ядра          | 21,39 м | Максим Афонин                                                                            | 2018 | Москва, манеж «ЦСКА»                   |
| Семиборье              | 6412 очков | Лев Лободин                                                                              | 2003 | Москва, манеж имени братьев Знаменских |
| Семиборье              | 6,88 (60 м), 7,45 м (прыжок в длину), 16,67 м (толкание ядра), 2,07 м (прыжок в высоту)/ 7,82 (60 м с барьерами), 5,20 м (прыжок с шестом), 2.46,35 (1000 м) |                                                                                          |      |                                        |
| Ходьба на 5000 м       | 18.40,83 | Михаил Щенников                                                                          | 1993 | Москва, манеж «ЦСКА»                   |
| Эстафета 4×200 м       | 1.24,74 | Санкт-Петербург Константин Петряшов Максим Рафилович Дмитрий Шкуропатов Андрей Кухаренко | 2017 | Москва, манеж «ЦСКА»                   |
| Эстафета 4×400 м       | 3.09,28 | Санкт-Петербург Максим Рафилович Андрей Кухаренко Константин Прокофьев Михаил Филатов    | 2020 | Москва, манеж «ЦСКА»                   |
| Эстафета 4×800 м       | 7.15,77 | Московская область Роман Трубецкой Дмитрий Букреев Дмитрий Богданов Юрий Борзаковский    | 2008 | Москва, манеж «ЦСКА»                   |

### Женщины
| Дисциплина             | Рекорд | Спортсмен                                                                         | Год  | Место                                  |
| ---------------------- | --- | --------------------------------------------------------------------------------- | ---- | -------------------------------------- |
| 60 м                   | 6,98 | Ирина Привалова                                                                   | 1993 | Москва, манеж «ЦСКА»                   |
| 200 м                  | 22,46 | Ирина Привалова                                                                   | 1993 | Москва, манеж «ЦСКА»                   |
| 400 м                  | 49,68 | Наталья Назарова                                                                  | 2004 | Москва, манеж «ЦСКА»                   |
| 800 м                  | 1.57,51 | Ольга Котлярова                                                                   | 2006 | Москва, манеж «ЦСКА»                   |
| 1500 м                 | 3.58,28 | Елена Соболева                                                                    | 2006 | Москва, манеж «ЦСКА»                   |
| 3000 м                 | 8.27,86 | Лилия Шобухова                                                                    | 2006 | Москва, манеж «ЦСКА»                   |
| 5000 м                 | 15.28,95 | Елена Седова                                                                      | 2016 | Москва, манеж «ЦСКА»                   |
| 2000 м с препятствиями | 6.08,59 | Светлана Поспелова                                                                | 1996 | Москва, манеж «ЦСКА»                   |
| 3000 м с препятствиями | 9.07,00 | Татьяна Петрова                                                                   | 2006 | Москва, манеж «ЦСКА»                   |
| 60 м с барьерами       | 7,91 | Александра Федорива                                                               | 2010 | Москва, манеж «ЦСКА»                   |
| Прыжок в высоту        | 2,03 м | Мария Кучина                                                                      | 2017 | Москва, манеж «ЦСКА»                   |
| Прыжок с шестом        | 4,92 м | Анжелика Сидорова                                                                 | 2020 | Москва, манеж «ЦСКА»                   |
| Прыжок в длину         | 7,00 м | Людмила Галкина                                                                   | 2001 | Москва, манеж «ЦСКА»                   |
| Тройной прыжок         | 15,00 м | Татьяна Лебедева                                                                  | 2001 | Москва, манеж «ЦСКА»                   |
| Толкание ядра          | 21,15 м | Ирина Коржаненко                                                                  | 1999 | Москва, манеж «ЦСКА»                   |
| Пятиборье              | 4896 очков | Екатерина Большова                                                                | 2012 | Москва, манеж имени братьев Знаменских |
| Пятиборье              | 8,41 (60 м с барьерами), 1,92 м (прыжок в высоту), 13,79 м (толкание ядра), 6,45 м (прыжок в длину), 2.10,60 (800 м) |                                                                                   |      |                                        |
| Ходьба на 3000 м       | 12.01,81 | Елена Аршинцева                                                                   | 1994 | Липецк, ДС «Юбилейный»                 |
| Эстафета 4×200 м       | 1.33,18 | Москва Ирина Титова Ирина Росихина Татьяна Левина Оксана Экк                      | 2001 | Москва, манеж «ЦСКА»                   |
| Эстафета 4×400 м       | 3.35,72 | Московская область Юлия Спиридонова Анастасия Беднова Валерия Храмова Яна Глотова | 2018 | Москва, манеж «ЦСКА»                   |
| Эстафета 4×800 м       | 8.06,24 | Москва Александра Буланова Екатерина Мартынова Елена Кофанова Анна Балакшина      | 2011 | Москва, манеж «ЦСКА»                   |